# Clion (Charente-Maritime)
Clion é uma comuna francesa na região administrativa da Nova Aquitânia, no departamento de Charente-Maritime. Estende-se por uma área de 15,84 km². Em 2010 a comuna tinha 832 habitantes (densidade: 52,5 hab./km²).